# Alemannia Aachen
Alemannia Aachen, właśc. Aachener Turn- und Sportverein Alemannia 1900 e.V. – niemiecki klub sportowy z siedzibą w Akwizgranie (Nadrenia Północna-Westfalia). Jego drużyna siatkówki kobiet grała przez jeden sezon w Bundeslidze.

## Historia
Klub został założony w 1900 roku, pod koniec lat 60. po raz pierwszy występował w Bundeslidze, z której spadł po trzech sezonach. Przez długie lata klub drugoligowy, w sezonie 2005/2006 zajął 2. miejsce w 2. Bundeslidze i uzyskał bezpośredni awans do Bundesligi.
W Bundeslidze drużyna występowała tylko rok i po sezonie 2006/2007 powróciła do 2. Bundesligi.

## Sukcesy
- Wicemistrzostwo Niemiec: 1969
- Finalista Pucharu Niemiec: 1953, 1965, 2004
- 4 sezony w 1. Bundeslidze: 1967/1968-1969/1970, 2006/2007
- 1/16 finału Pucharu UEFA: 2004/05

## Europejskie puchary
Legenda do wszystkich tabel:
- Q – runda eliminacyjna, 1/16, 1/8, 1/4, 1/2 – odpowiednia faza rozgrywek, Grupa – runda grupowa, 1r gr – pierwsza runda grupowa, 2r gr – druga runda grupowa, F – finał, R – runda, PO – play-off
- k. – rzuty karne, los. – losowanie, Dogr. – dogrywka, w. – zasada bramek strzelonych na wyjeździe

| Sezon   | Rozgrywki   | Runda   | Przeciwnik       | Dom | Wyjazd | Ogólnie    |
| ------- | ----------- | ------- | ---------------- | --- | ------ | ---------- |
| 2004/05 | Puchar UEFA | 1R      | FH Hafnarfjörður | 0–0 | 5–1    | 5–1        |
| 2004/05 | Puchar UEFA | Grupa H | Lille OSC        | 1–0 |        | 3. miejsce |
| 2004/05 | Puchar UEFA | Grupa H | Sevilla FC       |     | 0–2    | 3. miejsce |
| 2004/05 | Puchar UEFA | Grupa H | Zenit Petersburg | 2–2 |        | 3. miejsce |
| 2004/05 | Puchar UEFA | Grupa H | AEK Ateny        |     | 2–0    | 3. miejsce |
| 2004/05 | Puchar UEFA | 1/16    | AZ Alkmaar       | 0–0 | 1–2    | 1–2        |